# PLA2G2A
Мембрано-ассоциированная фосфолипаза A2 (КФ 3.1.1.4, англ. Phospholipase A2, membrane associated) — фермент фосфолипаза A2, кодируемая у человека геном PLA2G2A.

## Функции
Кальций-зависимая фосфолипаза A2 катализирует гидролиз ацильной группы во 2-м положении в 3-sn-фосфоглицеридах. Участвует в регуляции фосфолипидного метаболизма, включая биосинтез эйкозаноидов. Является лигандом интегринов не зависимо от своей ферментативной активности. Взаимодействует с интегринами ITGAV:ITGB3 (αVβ3, витронектиновый рецептор), ITGA4:ITGB1 (α4β1) и ITGA5:ITGB1 (α5β1, фибронектиновый рецептор). Связывание белка с интегринами по сайту 2 приводит к конформационным изменениям последних, что усиливает их связывание по сайту 1 с классическими интегриновыми лигандами.